# Kepler-19
Kepler-19 eller KOI-84, är en ensam stjärna belägen i den mellersta delen av stjärnbilden Lyran. Den har en kombinerad genomsnittlig skenbar magnitud av ca 12,04 och kräver ett kraftfullt teleskop för att kunna observeras. Baserat på parallax enligt Gaia Data Release 3 på ca 4,53 mas, beräknas den befinna sig på ett avstånd på ca 720 ljusår (ca 221 parsek) från solen. Den rör sig närmare solen med en heliocentrisk radialhastighet på ca -11 km/s.

## Egenskaper
Kepler-19 är en gul till vit stjärna i huvudserien av spektralklass G4 V. Den har en massa som är ca 0,94 solmassa, en radie som är ca 0,86 solradie och har en effektiv temperatur av ca 5 500 K.

## Planetsystem
Kepler-19 är värd för tre kända exoplaneter - Kepler-19b, Kepler-19c och Kepler-19d. Planet b upptäcktes med transitmetoden, c genom transittidsvariationer och d genom mätningar av radiell hastighets.
| Planet | Massa            | Halv storaxel (AE) | Siderisk omloppstid (d) | Excentricitet    | Inklination       | Radie            |
| ------ | ---------------- | ------------------ | ----------------------- | ---------------- | ----------------- | ---------------- |
| b      | 8,4 ± 1,5 M🜨     | 0,0846 ± 0,0012    | 9,2869900               | 0,12 ± 0,02      | 89,94 +0,06−0,44° | 2,209 ± 0,048 R🜨 |
| c      | 13,1 ± 2,7 M🜨    | -                  | 28,731 ± 0,005          | 0,21± 0,005      | -                 | -                |
| d      | 22,5 +1,2−5,6 M🜨 | -                  | 62,95 +0,04−0,30        | 0,05 + 0,16−0,01 | -                 | -                |